# Ана Симић Кораћ
Ана Симић Кораћ (Београд, 4. јануар 1981) српска је позоришна, телевизијска и гласовна глумица.

## Биографија
Рођена је 4. јануара 1981. у Београду. Дипломирала је глуму 2004. године на Академији уметности у Београду, а од 2003. је стални хонорарни сарадник Позоришта на Теразијама. Активно се бави синхронизацијом цртаних и играних филмова и серија на српски језик.

## Филмографија
| Год.  | Назив           | Улога               |
| ----- | --------------- | ------------------- |
| 2020. | Неки бољи људи  | Записничарка        |
| 2021. | Ургентни центар | Госпођа Вукадијевић |

## Улоге у позоришту
Поред доле наведеног, глуми и у 13 представа у Дечијем позоришту „Чарапа”.
| Представа             | Улога                    | Режија               | Позориште                       | Премијера           |
| --------------------- | ------------------------ | -------------------- | ------------------------------- | ------------------- |
| Млетачки трговац      | Порцијина дворкиња       | Егон Савин           | Југословенско драмско позориште | 4. фебруар 2004.    |
| Цигани лете у небо    | Русалина                 | Владимир Лазић       | Позориште на Теразијама         | 17. април 2004.     |
| Фазони и форе         | Сестра слатка Ана        | Ана Томовић          | Позориште Бошко Буха            | 17. децембар 2005.  |
| Спусти се на земљу    | Пандур 2                 | Југ Радивојевић      | Позориште на Теразијама         | 19. јануар 2006.    |
| Свадба у купатилу     | Марија Максимович        | Саша Габрић          | Позориште на Теразијама         | 26. април 2007.     |
| Тако је морало бити   | Софија                   | Егон Савин           | Југословенско драмско позориште | 6. јун 2007.        |
| Мирис кише на Балкану | Маша                     | Ана Здравковић       | Мадленијанум                    | 12. април 2009.     |
| Ла страда             | Девојка, јахачица, млада | Славенко Салетовић   | Позориште на Теразијама         | 3. октобар 2009.    |
| Доручак код Тифанија  | Лиза                     | Ана Здравковић       | Мадленијанум                    | 26. март 2011.      |
| Грк Зорба             | Лола                     | Михаило Вукобратовић | Позориште на Теразијама         | 29. јул 2011.       |
| Главо луда            | Виолета                  | Никола Булатовић     | Позориште на Теразијама         | 28. септембар 2012. |
| Женидба и удадба      | Меланија                 | Владимир Лазић       | Позориште на Теразијама         | 8. новембар 2013.   |

## Улоге у синхронизацијама
Активно ради синхронизације за студије Мириус, Блу хаус, Голд диги нет, Лаудворкс, Синкер медија, Соло, Моби и Студио. Поред доле наведеног, учествовала је и у српској синхронизацији представе „Дизни на леду“ 2019. године, у којој је позајмила глас Урсули из „Мале сирене”.
| Година синх. | Филм/серија                                                         | Лик(ови)                                                                         |
| ------------ | ------------------------------------------------------------------- | -------------------------------------------------------------------------------- |
| 2006.        | Тајни агент Жабац Фреди                                             | сви женски ликови                                                                |
| 2007.        | Шумска школа                                                        |                                                                                  |
| 2011.        | Монстер хај                                                         | Клодин Вулф, Нефера де Нил, Страшна Марфи                                        |
| 2011.        | Поље лала                                                           | разни ликови                                                                     |
| 2011—2012.   | Вич                                                                 | Ирма Лер                                                                         |
| 2012—2014.   | Боца и Луткица                                                      | Уводна шпица (С1), приповедачица                                                 |
| 2012.        | Хаотик                                                              | Кристела                                                                         |
| 2013.        | Аватар: Легенда о Ангу                                              | Хама                                                                             |
| 2013.        | Аватар: Легенда о Кори                                              | Каја                                                                             |
| 2013.        | Ај Карли                                                            | Шенон                                                                            |
| 2013.        | Викторијус                                                          | Холи Вега (само једна епизода)                                                   |
| 2013.        | Живот са дечацима                                                   | Бака Хедер, Силвија                                                              |
| 2013.        | Маца Попи (Студио)                                                  | Алма                                                                             |
| 2013—2022.   | Патролне шапе                                                       | Градоначелница Гудвеј (С1Е2-С8 сем у С7Е8-С8Е4), фармерка Јуми (С1Е1)            |
| 2013.        | У ритму срца                                                        | Газдарица итд.                                                                   |
| 2013—2017.   | Чудновили родитељи                                                  | Ванда, Анти-Ванда                                                                |
| 2013.        | Чудновили Божић                                                     | Ванда                                                                            |
| 2013.        | Иди, Дијего, иди!                                                   | Клик, анаконда Ана итд.                                                          |
| 2013.        | Инвазија Рабида                                                     | разни ликови                                                                     |
| 2013.        | Кунг-фу панда: Легенде о феноментастичном                           | Мадам Жао                                                                        |
| 2013.        | Робот и Чудовиште                                                   | Луси, Би Холдер, Арпа Дифолт                                                     |
| 2013.        | Супершпијунке (С6, Голд диги нет)                                   | Бакица, госпођа Луис, Мени Вонг, Бозет Слепстик                                  |
| 2013.        | Водени свет малих гупија                                            | Матица итд.                                                                      |
| 2013.        | Млади мутанти нинџа корњаче (2012)                                  | Краљица Ултрома (С4) итд.                                                        |
| 2014.        | Ники Дус                                                            | додатни гласови                                                                  |
| 2014.        | Слоница Ела                                                         |                                                                                  |
| 2014.        | Уклети Хетевејеви                                                   |                                                                                  |
| 2014.        | Фиксизи (Студио)                                                    | Том Томас, Верда                                                                 |
| 2014.        | Чудновило лето                                                      | Ванда                                                                            |
| 2014-2017.   | Дора и пријатељи                                                    | додатни гласови                                                                  |
| 2014-2016.   | Санџеј и Крег                                                       | додатни гласови                                                                  |
| 2014.        | Сем и Кет                                                           | Госпођа Фарбер итд.                                                              |
| 2014.        | Слоница Ела                                                         | Френки                                                                           |
| 2014.        | Тандерменови                                                        | Госпођа Рубин итд.                                                               |
| 2014.        | Хенри Опасност                                                      | додатни гласови                                                                  |
| 2015.        | Барби: Бисерна принцеза                                             | Сила                                                                             |
| 2015.        | Ванда и ванземаљац                                                  | Краљица пчела                                                                    |
| 2015-2017.   | Литл чармерс                                                        | додатни гласови                                                                  |
| 2015-2021.   | Макс и Руби                                                         | Бака                                                                             |
| 2015.        | Алвин и веверице 4: Велика авантура                                 | Жанет                                                                            |
| 2015.        | Жабац Крека                                                         | Принцеза                                                                         |
| 2015.        | Лудо крстарење                                                      | Шефица обезбеђења                                                                |
| 2015—2017.   | Мој мали пони: Пријатељство је магија (Блу хаус)                    | Шаренлота, Селестија, Каденца (само говор)                                       |
| 2015.        | Мој мали пони: Девојке из Еквестрије — Игре пријатељства (Блу хаус) | Шаренлота, Селестија, Каденца (само говор)                                       |
| 2015.        | Мој мали пони: Девојке из Еквестрије — Музика дуге (Блу хаус)       | Шаренлота, Селестија (само говор)                                                |
| 2015.        | Ники, Рики, Дики и Дон                                              | додатни гласови                                                                  |
| 2015.        | Супершпијунке (С6, Блу хаус)                                        | Менди                                                                            |
| 2015.        | Френина стопала (Блу хаус)                                          | разни ликови                                                                     |
| 2015-2017.   | Харви Кљунић                                                        | Кети (С1Е2), Тара итд.                                                           |
| 2015.        | Шашаво крстарење                                                    | Шефица обезбеђења                                                                |
| 2015.        | Семи и пријатељи                                                    | Анабел, Алфа итд.                                                                |
| 2015.        | Авантуре Џимија Неутрона                                            | Госпођица Фол                                                                    |
| 2016.        | Робомобил Поли                                                      | додатни гласови                                                                  |
| 2016.        | 100 ствари које треба урадити пре средње школе                      | додатни гласови                                                                  |
| 2016.        | Алберт                                                              |                                                                                  |
| 2016.        | Алвин и веверице (2015)                                             | Жанет; Марина Родентија (неке епизоде)                                           |
| 2016.        | Изгубљени на Дивљем западу                                          | Лиса из будућности                                                               |
| 2016.        | Кикорики: Легенда о златном змају                                   | Олга                                                                             |
| 2016.        | Кућа Бука                                                           | Мишел (говор), Розита Касагранде итд.                                            |
| 2016.        | Наука из дворишта                                                   | Дана                                                                             |
| 2016.        | Харви Кљунић                                                        | Тара                                                                             |
| 2016.        | Ухвати Ритам бенд шпијуна                                           | додатни гласови                                                                  |
| 2017.        | Бансен је звер                                                      | Госпођица Лудић (сем у Е12, 14, 15, 21, 23)                                      |
| 2017.        | Ку ку Харажуку                                                      | Мјузик                                                                           |
| 2017.        | Сунђер Боб Коцкалоне (Голд диги нет, ТВ синх.)                      | додатни гласови                                                                  |
| 2017.        | Супер крила                                                         | Џером итд.                                                                       |
| 2017.        | Нела — витешка принцеза                                             | Старпренсер (С1)                                                                 |
| 2018.        | Ухвати Ејса                                                         | Холо-дадиља, Клаудијина мама; Госпођица Велма (Е48)                              |
| 2018.        | Живот Стенлијевих                                                   | Самерина мама                                                                    |
| 2018.        | Цеца Переца                                                         | Председница, госпођа Цветић, Мадам Танду                                         |
| 2018.        | Мистерија породице Хантер                                           | Џенин Брул, Јозефина Хантер                                                      |
| 2018.        | Најбољи летачи                                                      | Хону, Бет                                                                        |
| 2018.        | Уздизање нинџа корњача (С1)                                         | Шефица Беверли, додатни гласови                                                  |
| 2018.        | Чета витезова                                                       | Амбала                                                                           |
| 2019.        | Еби Хечер, мазоловка                                                |                                                                                  |
| 2019.        | Патролне шапе (филм)                                                |                                                                                  |
| 2019.        | Чудовишна екипа математичара                                        | Госпођица Маркли                                                                 |
| 2020.        | Тата-мата Расти                                                     | Ана (С3)                                                                         |
| 2020.        | Град хероја: Серија                                                 | Професорка Гренвил                                                               |
| 2020.        | Дулитл                                                              | Туту, краљица Викторија                                                          |
| 2020.        | Златокоса и разбојник: Серија                                       | Мајка Готел, Гневна Рут (говор), Вилоу                                           |
| 2020.        | Касаграндеси                                                        | Розита Касагранде (Е1-12)                                                        |
| 2020.        | Лило и Стич: Серија (Ливада Београд)                                | Тетка Стејси, додатни гласови                                                    |
| 2020.        | Патролне шапе 2: Припрема, позор, спасавај                          | Гудвеј                                                                           |
| 2020.        | Ратови звезда: Ратови клонова (2008)                                | Џокаста Ну, Мон Мотма, Мајка Талзин                                              |
| 2020.        | Авантуре Кида Опасност                                              | Шарона Шејпен                                                                    |
| 2020.        | Прстохват магије                                                    | Путница (С1-С2Е2)                                                                |
| 2020.        | Тролови: Светска турнеја                                            | додатни гласови                                                                  |
| 2020.        | Плавкина загонетка                                                  | Госпођа Бибер (већина епизода)                                                   |
| 2020.        | Лего: Градска посла                                                 | Тера Холмс (С3), Новица Партнер (С3Е3, 5), Велика Бети (С3Е5), Ен Меклауд (С3Е4) |
| 2021.        | Биро магичних ствари                                                |                                                                                  |
| 2021.        | Варварка и трол                                                     | Судија                                                                           |
| 2021.        | Виктор и Валентино                                                  | Лупе (С2Е9)                                                                      |
| 2021.        | Кебино дечије одмаралиште                                           | Маргарет Коцкалоне (С1Е1)                                                        |
| 2021.        | Посао са стране                                                     | Лион                                                                             |
| 2021.        | Бит Бадс: Засвирајмо!                                               | Ватрогасац Френ                                                                  |
| 2021.        | Плашите ли се мрака: Клетва Сеновитог                               | Наставница Шафнер                                                                |
| 2022.        | Чудновили родитељи: Још чуднији                                     | Ванда                                                                            |
| 2022.        | Ники Велики (ТВ серија)                                             | Зора, Ким, Џералдина                                                             |
| 2022.        | Трансформерси: Земаљска искра                                       | Елита-1                                                                          |
| 2023.        | Монстер хај: Филм                                                   | Вештица                                                                          |
| 2023.        | Зона плиме                                                          | Мамица Бубориба                                                                  |
| 2023.        | Стварна кућа Бука                                                   | Џоан Шиверс                                                                      |
| 2023.        | Нинџа корњаче: Хаос                                                 | Кожноглава                                                                       |
| 2023.        | Рабл и екипа                                                        | Градоначелница Гудвеј                                                            |
| 2023.        | Сантијаго од мора                                                   | Докторка Монтес                                                                  |
| 2024.        | Зуки и Руби на планети Земљи                                        | Жена #4, Жена #7                                                                 |